# Влашім
Вла́шим (чеськ. Vlašim, МФА: [ˈvlaʃɪm], нім. Wlaschim) — місто в південно-східній частині Центральночеського краю Чехії, округ Бенешов.

## Економіка
Багато жителів міста їздять працювати в Прагу. Найбільшим виробництвом в місті є Sellier & Bellot — виробник боєприпасів для вогнепальної зброї.

## Спорт
Влашім має футбольний клуб — Сельє і Белло Влашим. У сезоні 2021-22 команда грала у Чеській національній футбольнії лізі (друга за рангом ліга Чехії).

## Видатні уродженці міста
- Ян Очко з Влашіму[en] (?-1380), архієпископ Празький
- Любош Козел (народ. 1971), футболіст та футбольний тренер
- Станіслав Влчек (народ. 1976), футболіст
- Міхал Розсівал (народ. 1987), хокеїст